# Woodhall Spa
Woodhall Spa è una cittadina di 17.000 abitanti della contea del Lincolnshire, in Inghilterra.

## Amministrazione

### Gemellaggi
- Roézé-sur-Sarthe, dal 1989